# Lucius Iunius Silanus Torquatus
Lucius Iunius Silanus Torquatus (* um 40; † 65 in Bari) war ein Verwandter des iulisch-claudischen Kaiserhauses aus der Familie der Junier.
Lucius Iunius Silanus Torquatus war der Sohn von Marcus Iunius Silanus, Konsul des Jahres 46.
Er wuchs im Hause seiner Tante Iunia Lepida und ihres Ehemanns Gaius Cassius Longinus auf. Im Jahr 60 bekleidete er das Amt des salius Palatinus. Dies war ein hochangesehenes Priesteramt, das bis in die Frühzeit der Besiedlung Roms auf dem Palatin zurückgeht. Gaius Calpurnius Piso fürchtete ihn als möglichen Thronanwärter für den Fall der Beseitigung des Kaisers Nero, die von ihm selbst im Jahr 65 geplant war. Im selben Jahr ging Nero wegen angeblicher hochverräterischer Absichten gegen Silanus vor. Silanus, so der Vorwurf, habe seinen Haushalt nach dem Muster des Kaiserhofes eingerichtet, er spiele also den künftigen Regenten, eine offensichtlich fingierte Anklage, denn Silanus war bereits durch den Fall seines Onkels Decimus im Sommer 64 gewarnt. Während des Verfahrens wurden dem Senat daher noch Zeugen vorgestellt, die den Angeklagten grauenhafter Opfergebräuche und des unerlaubten Verkehrs mit seiner Tante Lepida beschuldigten.
Der Senat verbannte Silanus. Der Verurteilte wurde in Bari (Apulien) interniert, wo er sein Los mit stoischer Ruhe erduldet haben soll. Als ein von Nero mit seiner Ermordung beauftragter Centurio ihm zum freiwilligen Tod riet, habe Silanus entgegnet, er sei zum Sterben bereit, wolle aber dem Henker seine glorreiche Aufgabe nicht abnehmen. Ohne Waffen habe er sich gegen die Soldaten, die ihn niederhalten sollten, zur Wehr gesetzt und sein Leben verteidigt, bis er unter der Hand des Centurios mit Wunden auf der Brust zusammenbrach.